# Colônia penal

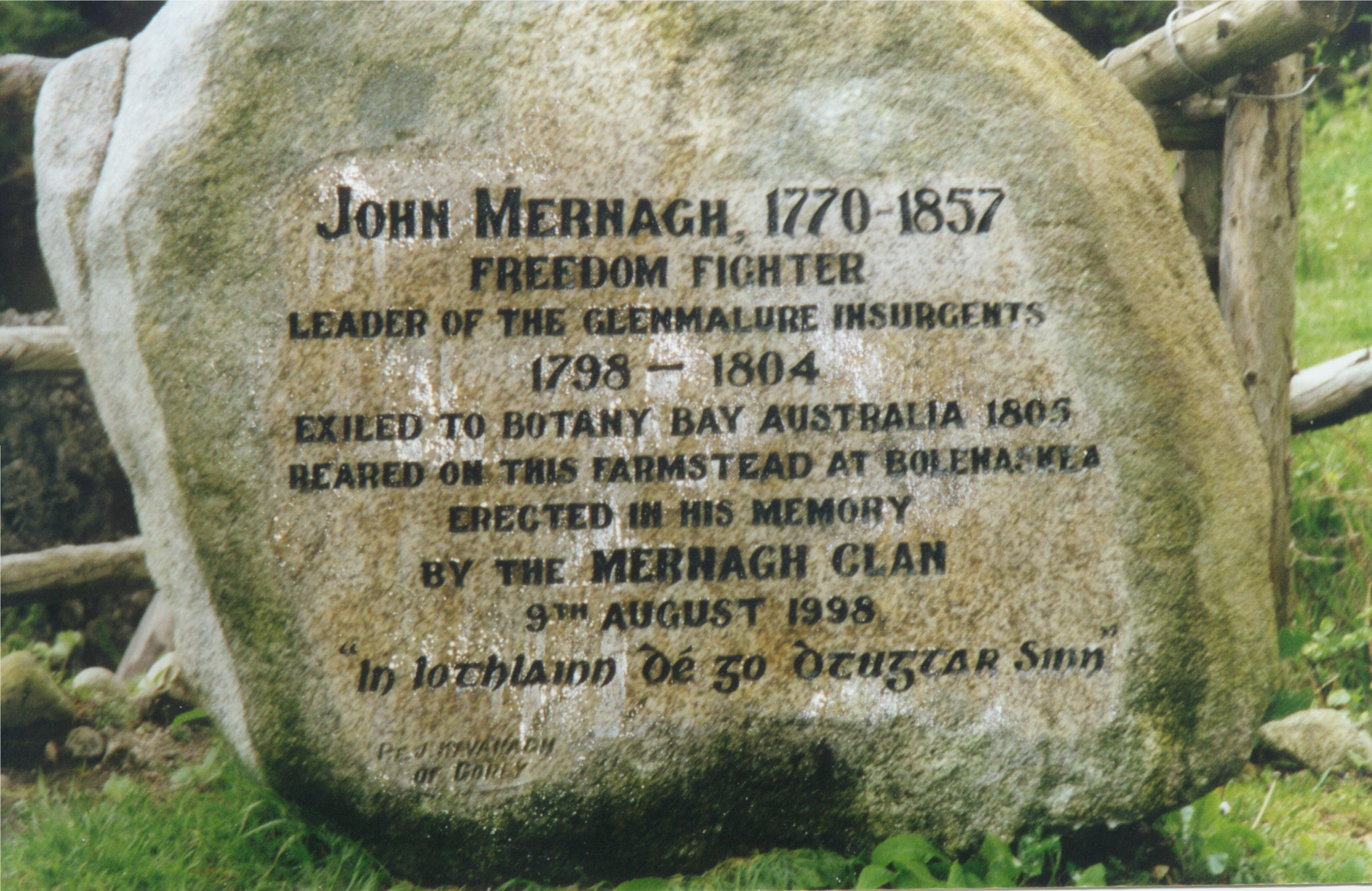
Epigrafia em honra a um prisioneiro na colônia penal australiana de Botany Bay.

Uma colônia penal é um assentamento humano usado para exilar prisioneiros e separá-los da população em geral, colocando-os em um local remoto, muitas vezes, uma ilha distante ou território colonial. Embora o termo possa ser usado para se referir a uma instituição correcional localizado em um local remoto, é mais comumente usado para se referir às comunidades de prisioneiros controlado por guardas ou governadores com autoridade absoluta.
Historicamente colônias penais têm sido frequentemente usadas para o trabalho penal na parte economicamente subdesenvolvida do Estado (geralmente colonial) territórios, e em uma escala muito maior do que uma fazenda de prisão.
Na prática, essas colônias penais podem ser pouco mais do que as comunidades de escravos. Os impérios britânico, francês e outros impérios coloniais utilizaram a América do Norte e outras partes do mundo, como a Austrália, como colônias penais em diversos graus, algumas vezes sob o disfarce de servidão ou sistema similar.

## Império Britânico

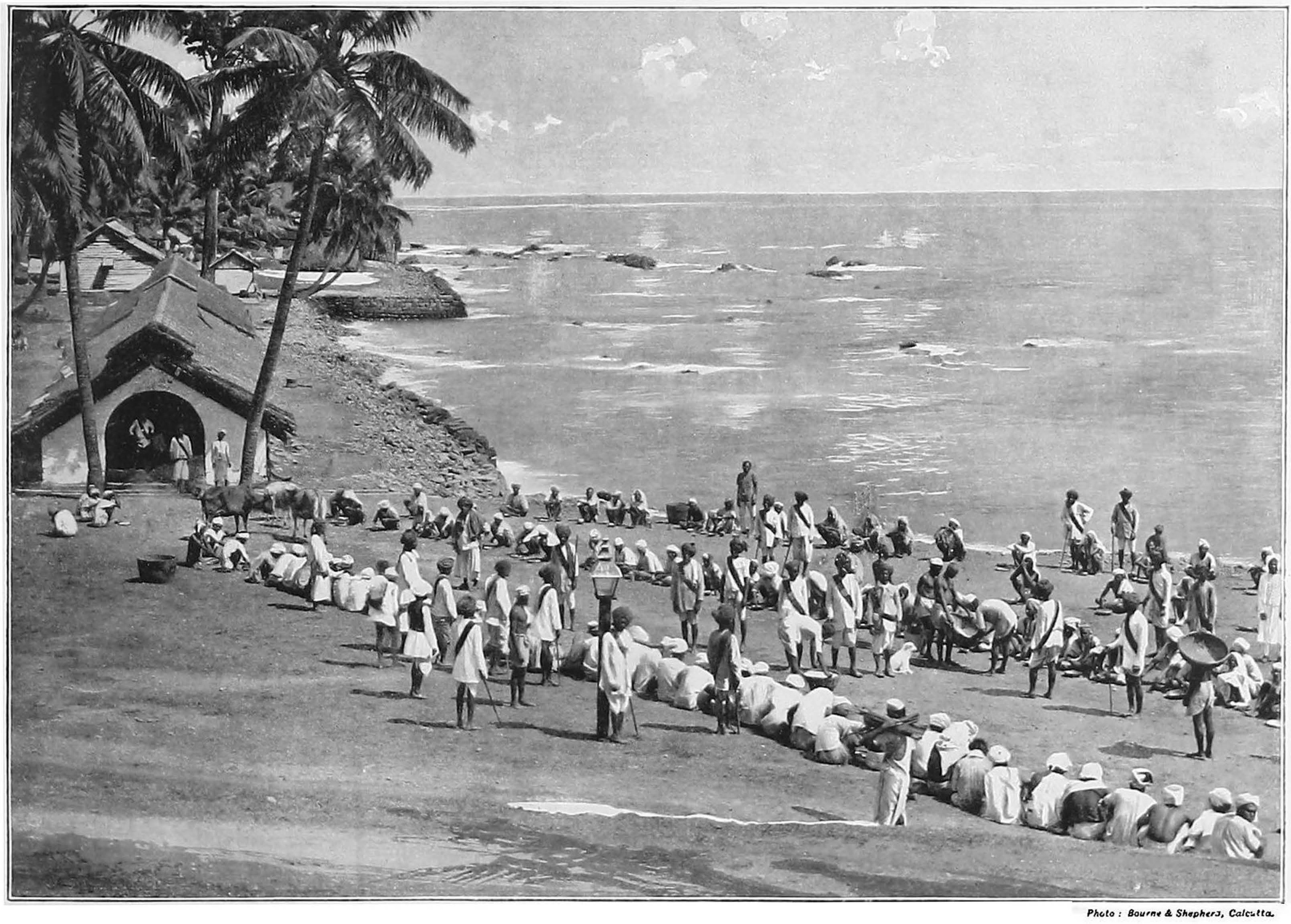
Colônia penal nas Ilhas Andaman (por volta do final da década de 1890).

Os britânicos usaram a América do Norte colonial como colônia penal por meio de um sistema de servidão contratada. Os mercadores transportavam os condenados e os leiloavam aos proprietários de plantações na chegada às colônias. Estima-se que cerca de 50 000 condenados britânicos foram enviados para a América colonial e a maioria desembarcou nas colônias Chesapeake de Maryland e Virgínia. Os condenados transportados representavam talvez um quarto da população britânica que deixou o país durante o século XVIII. A colônia da Geórgia, por exemplo, foi fundada pela primeira vez por James Edward Oglethorpe que originalmente pretendia usar prisioneiros retirados em grande parte da prisão de devedores, criando uma "Colônia de Devedores", onde os prisioneiros poderiam aprender ofícios e saldar suas dívidas. Embora isso tenha falhado amplamente, a ideia de que o estado começou como uma colônia penal persistiu, tanto na história popular quanto na tradição local.
Quando modelo de imigração fechou após a eclosão da Guerra Revolucionária Americana em 1776, as prisões começaram a superlotar. Como as medidas provisórias se mostraram ineficazes, em 1785 a Grã-Bretanha decidiu usar partes do que hoje é conhecido como Austrália como assentamentos penais. A chamada Primeira Frota logo transportou os primeiros ~ 800 condenados e ~ 250 fuzileiros navais para Sydney Cove. As colônias penais australianas no final do século XVIII incluíam a Ilha de Norfolk e Nova Gales do Sul, e no início do século XIX também Van Diemen's Land (Tasmânia) e Moreton Bay (Queensland).

## França
A França enviou criminosos para colônias penais tropicais, incluindo Louisiana, no início do século XVIII; e a ilha do Diabo.

## América Central e do Sul
- O Brasil teve uma prisão na ilha de Fernando de Noronha de 1938 a 1945.
- A Ilha Gorgona, na Colômbia, abrigou uma prisão estadual de alta segurança da década de 1950. Os condenados foram dissuadidos de fugir pelas cobras venenosas do interior da ilha e pelos tubarões que patrulhavam os 30 km até ao continente. A colônia penal foi fechada em 1984 e os últimos presos foram transferidos para o continente. Em 2015, a maioria dos edifícios da antiga prisão estão cobertos por uma vegetação densa, mas alguns permanecem visíveis.
- Assim que a presença espanhola em Valdivia foi restabelecida em 1645, as autoridades fizeram com que condenados de todo o vice-reinado do Peru construíssem o Sistema do Forte Valdiviano. Os condenados, muitos dos quais eram afro-peruanos, tornaram-se posteriormente soldados colonizadores. O contato próximo com os indígenas mapuches significava que muitos soldados falavam espanhol e tinham alguma fluência do mapudungun.
- Durante o século XIX o Chile usou Punta Arenas, no Estreito de Magalhães, como colônia penal (1848– ??).
- O Equador usou duas ilhas no arquipélago de Galápagos como colônias penais: a Ilha de San Cristóball (1869–1904) e a Ilha Isabela (1945–1959).
- O México usa a Isla María Madre (nas Ilhas Marías) como colônia penal. Com uma população pequena (menos de 1200), a colônia é governada por um funcionário do estado que é governador das ilhas e juiz supremo. O comando militar era independente do governo e era exercido por um oficial da Marinha do México. As outras ilhas estão desabitadas. O México fechou em 8 de março de 2019 o Presídio Federal de Islas Marías.[5]
- No Paraguai, o primeiro governante e ditador supremo José Gaspar Rodriguez de Francia abriu a colônia penal de Tevego em 1813, para onde eram enviados principalmente pequenos criminosos. Foi abandonado em 1823, mas restabelecido em 1843 como San Salvador. Foi evacuado no final da Guerra do Paraguai de 1864-1870; logo depois, as tropas brasileiras o destruíram.
- A Argentina tinha uma colônia penal em Ushuaia, Terra do Fogo, na região da Patagônia. Esteve ativa entre 1902 e 1947.

## Em outros lugares
- A Rússia Imperial usou a Sibéria e o Extremo Oriente russo como colônias penais (Katorga) para criminosos e dissidentes. Embora geograficamente contígua ao coração da Rússia, a Sibéria proporcionava um local remoto e um clima rigoroso. Em 1857, uma colônia penal foi estabelecida na ilha de Sakhalin. O sistema Gulag soviético e seu antecessor czarista, o sistema katorga, forneciam trabalho penal para desenvolver as indústrias florestal, madeireira e de mineração, empresas de construção, bem como rodovias e ferrovias na Sibéria e em outras áreas. Na Federação Russa moderna, as colônias de trabalho corretivo são um tipo comum de prisão.
- O Reino do Havaí sob o governo do Rei Kamehameha III (reinou de 1825 a 1854) substituiu a pena de morte pelo exílio, e Kahoolawe tornou-se uma colônia penal masculina por volta de 1830, enquanto Kaena Point em Lanai servia como colônia penal feminina. A lei que tornava a ilha uma colônia penal foi revogada em 1853.
- A Ilha de Buru, na Indonésia, foi usada como colônia penal durante a era da Nova Ordem para manter presos políticos.
- O apartheid da África do Sul usou a Ilha Robben como colônia penal para ativistas anti-apartheid.
- A Holanda teve uma colônia penal desde o final do século XIX. O Departamento de Justiça assumiu a cidade de Veenhuizen (originalmente criada por uma empresa privada para "reeducar" vagabundos das grandes cidades do oeste como Amsterdã ) para transformá-la em um conjunto de prisões. A cidade fica na província menos populosa de Drenthe, no norte do país, isolada no meio de uma vasta área de turfa e pântanos.
- Algumas fontes referem-se aos campos de trabalhos forçados do Terceiro Reich (Arbeitslager) na Europa ocupada pelos alemães como colônias penais.[6]
- A Coreia do Norte opera um sistema penal que inclui campos de trabalhos forçados e campos de reeducação.[7]
- O Tarrafal funcionou como colónia penal portuguesa nas ilhas de Cabo Verde, criada em 1936 pelo chefe do governo português, Salazar, para onde eram enviados opositores antifascistas deste regime de direita. Pelo menos 32 anarquistas, comunistas e outros oponentes do regime de Salazar morreram neste campo. O campo foi fechado em 1954, mas reaberto na década de 1970 para prender líderes africanos que lutavam contra o colonialismo português.
- A Espanha manteve uma colônia penal em Fernando Pó, na atual Guiné Equatorial.[8] A pequena ilha de Cabrera também foi uma colônia penal de curta duração na qual aproximadamente 7 000 prisioneiros de guerra franceses da Batalha de Bailén (1808) foram deixados por conta própria durante anos; menos da metade deles sobreviveu.[9]
- Taiwan teve uma colônia penal na Ilha Verde durante o Terror Branco de Chiang Kai Shek de 1949–1987. A partir de 2015, a ilha é um destino turístico.
- Existem colônias penais nas Filipinas, a saber, a Prisão de Iwahig e a Fazenda Penal em Palawan, e a Prisão e Fazenda Penal de Davao em Davao.